# Enōsī Neōs ThOΪ Lakatamias
L'Enōsī Neōs ThOΪ Lakatamias (in greco Ένωση Νέων ΘΟΪ Λακατάμια cioè Unione Giovanile THOI Lakatamia), o più semplicemente EN THOI Lakatamia, è una squadra di calcio cipriota del comune di Lakatamia, nel distretto di Nicosia.

## Storia
Fondata nel 1948, ha militato per una sola stagione nella massima divisione cipriota, nel 2005-2006, retrocedendo immediatamente e ottenendo un'unica vittoria.
L'anno successivo sfiorò l'immediato ritorno in massima serie, finendo quarto, ad un punto dal terzo (ultimo posto utile per la promozione).

## Palmarès

### Competizioni nazionali
- G' Katīgoria: 2

1982-1983, 1999-2000
- D' Katīgoria: 1

1998-1999

### Altri piazzamenti
- B' Katīgoria:

Terzo posto: 2004-2005